# Нагайбакский говор
Нагайбакский говор (тат. Нагайбәк сөйләше) - бытовой говор среднего (казанского) диалекта татарского языка, который используют нагайбаки.

## Описание
Распространен по большей части в Нагайбакском и Чебаркульском районах Челябинской области, до революции входивших в состав Верхнеуральского уезда Оренбургской губернии.
Отличительные особенности нагайбакского говора от литературного татарского заключаются в отсутствии в говоре арабизмов и парсизмов, пришедших в татарский язык из религиозных текстов, а также тесные связи с русским народом и его языковое влияние. Кроме того, нагайбакский говор содержит значительный пласт архаичной лексики, связанной с языческими обрядами (особенно культом предков). В говоре также используется полная форма аффикса 1-го лица изъявительного наклонения -мын\-мен (Мин аны җакшы беләмен («Я его хорошо знаю»)), в глаголах 1-го лица единственного и множественного числа желательного и изъявительного наклонения используются окончания -ыйым/-ийем (барыйым — барыйм («пойду»), күрийем — күрим («увижу»)). Употребление вопросительного местоимения кандай вместо нинди («какой») также относится к особенностям данного говора (Кандай кеше ул? («Какой он человек?»)).
Большую часть слов говора составляют общетатарские слова, также она является общей и для остальных говоров татарского языка, особенно тех, которые входят в состав среднего диалекта (тутай — ana («тетя»), ак бийем («сестра мужа»), җанагай («брат мужа»), сүрәкә («женский головной убор»), җырак агай («брат со стороны матери»)).
Как писал доктор филологических наук Ф.Ю.Юсупов, нагайбакский говор по своим особенностям является говором среднего диалекта татарского языка, чем и доказывается генетическая связь его носителей с казанскими татарами. На это указывают различные экспедиционные материалы, в которых проводилось исследование говоров крещеных татар.
До создания единого алфавита татарского языка для нагайбакского говора, как и кряшенского в целом, использовался собственный алфавит, разработанный членом-корреспондентом Российской Академии наук Николаем Ивановичем Ильминским, в котором содержались буквы Ää, Ëë, Öö, Ҥҥ, Ӱӱ. 